# Danny Kirwan

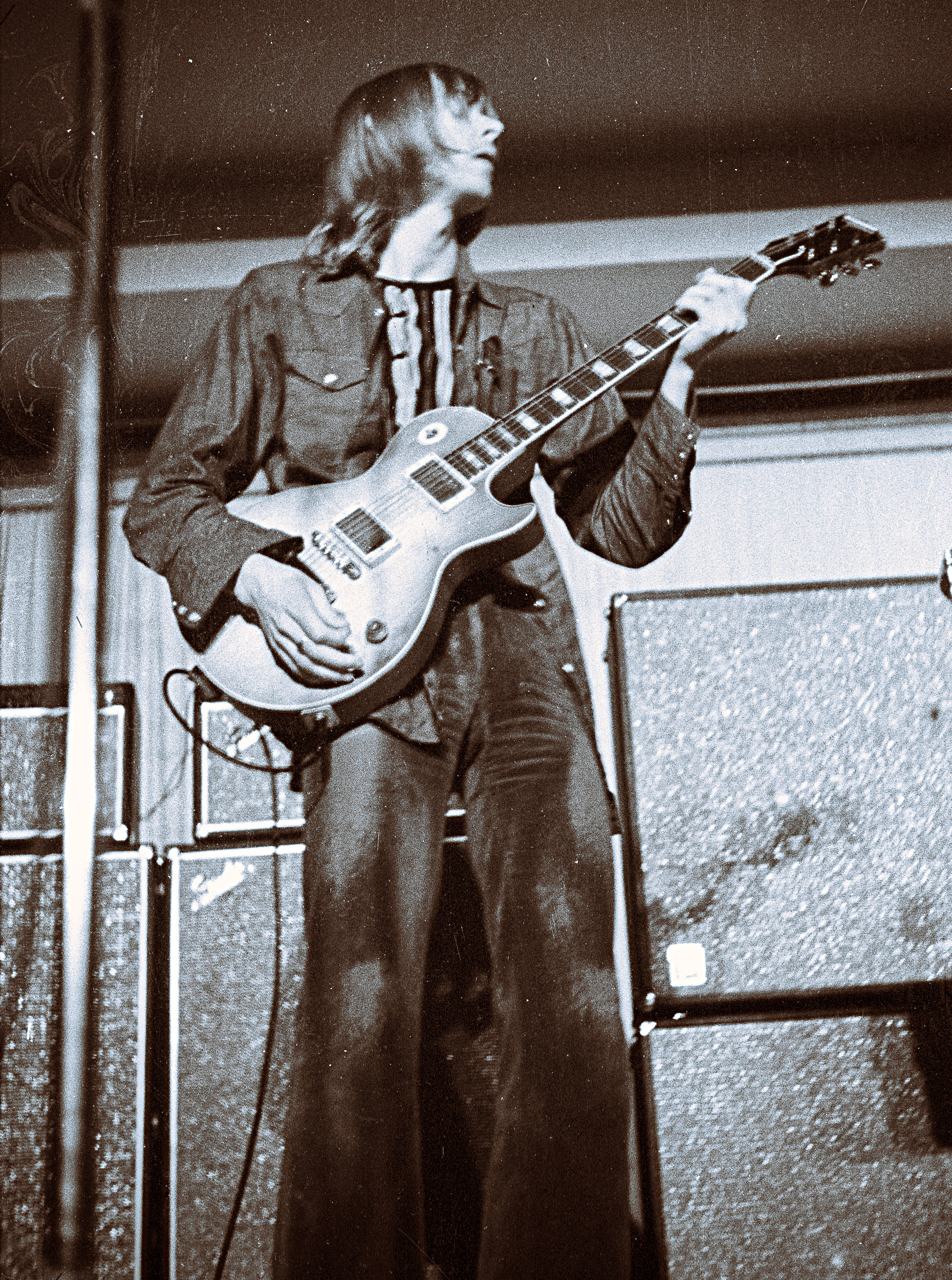
Kirwan 1970, mit Fleetwood Mac

Daniel David „Danny“ Kirwan (* 13. Mai 1950 in Brixton im Süden Londons; † 8. Juni 2018 in London) war ein britischer Musiker. Er war von 1969 bis 1972 einer der Gitarristen, Songwriter und Sänger der Band Fleetwood Mac.

## Leben
1967 wurde der Gitarrist Peter Green von Fleetwood Mac bei einem Konzert der Band Boilerhouse auf den damals 17-jährigen Danny Kirwan und dessen Gitarrentechnik aufmerksam. Boilerhouse spielten im Anschluss einige Konzerte mit den bereits etablierten Fleetwood Mac. Obwohl der Rest der Band nicht völlig überzeugt war, bot Schlagzeuger Mick Fleetwood Kirwan im August 1968 die Mitgliedschaft an. Fleetwood Mac wurde dadurch zu einer Band mit drei Gitarristen, neben Green und Kirwan der in erster Linie Slidegitarre spielende Jeremy Spencer.
Die erste Aufnahme mit Kirwan war der UK-Nummer-eins-Hit Albatross. Auf dem Mitte 1969 veröffentlichten Album Then Play On teilte sich Kirwan fast schon zur Hälfte die Songwriteraufgaben mit Green und war fast genauso häufig als Sänger zu hören. Trotz der musikalischen Nähe kam es zu persönlichen Distanzierungen, die im Frühjahr 1970 zum Ausstieg Greens aus der Band führten.
Während seiner Bandmitgliedschaft bei Fleetwood Mac begab Kirwan sich nach Alkohol- und Drogenmissbrauch in psychiatrische Behandlung und wurde 1972 sowohl wegen dieser Probleme als auch wegen seines Temperaments von der Band entlassen. Mick Fleetwood war damals das einzige Bandmitglied, das noch mit ihm sprach. Kirwan brachte danach drei Soloalben heraus: Second Chapter (1975), Midnight In San Juan (1976) und schließlich Hello There Big Boy! (1979). Seine geistige Gesundheit verschlechterte sich zu dieser Zeit zunehmend, sodass er nicht weiter musikalisch aktiv und zeitweise obdachlos war.
Er war zwischen 1971 und 1976 verheiratet und hatte einen Sohn.
Wie einige andere britische Bluesrock-Gitarristen aus dieser Zeit spielte Kirwan bevorzugt einige Exemplare der Gibson Les Paul Standard.
Danny Kirwan starb am 8. Juni 2018 im Alter von 68 Jahren in London.

## Solo-Alben
- Second Chapter (DJM 1975)
- Midnight In San Juan (DJM 1976)
- Danny Kirwan (DJM 1977 – US-Ausgabe von Midnight in San Juan)
- Hello There Big Boy! (DJM 1979)
- Ram Jam City (Mooncrest 2000 – Demoband für das Album Second Chapter)

## Mit Fleetwood Mac
- English Rose (1969)
- The Pious Bird of Good Omen (1969)
- Then Play On (1969)
- Fleetwood In Chicago/Blues Jam In Chicago (1969)
- Kiln House (1970)
- Future Games (1971)
- Greatest Hits (1971)
- Bare Trees (1972)
- Like Crying: The Songs of Danny Kirwan (2025)